# Balvanera

Lage von Balvanera in Buenos Aires

Balvanera ist ein Stadtteil östlich des geographischen Zentrums der argentinischen Hauptstadt Buenos Aires. Er ist 4,4 km² groß und hat 152.000 Einwohner (Stand von 2001). Mit einer Bevölkerungsdichte von 34.545 Einwohnern pro km² gehört Balvanera zu den am dichtesten besiedelten Stadtteilen von Buenos Aires.

## Lage
Balvanera wird begrenzt durch folgende Straßen: Avenida Córdoba, Avenida Callao, Avenida Entre Ríos, Avenida Independencia, Calle Sánchez de Loria, Calle Sánchez de Bustamante, Avenida Díaz Vélez, Calle Gallo. Im Norden schließt sich der Stadtteil Recoleta an, im Osten San Nicolás und Montserrat, südlich davon liegt San Cristóbal und westlich Almagro.

## Geschichte
Balvanera wurde nach der 1831 errichteten Kirche Nuestra Señora de Balvanera benannt.
Der nordwestliche Teil wird auch Abasto benannt, nach dem Abasto-Markt, auf dem heute ein Einkaufszentrum steht.
Bis in die 1860er Jahre war Balvanera ein Vorort von Buenos Aires und über den Camino Real, die heutige Avenida Rivadavia, mit Buenos Aires verbunden. Eine Volkszählung von 1836 ergab eine Einwohnerzahl von 3.635. Diese lebten hauptsächlich in sog. „Quintas“, kleinen einfachen Landhäusern.
Um 1900 herum war das Gebiet bekannt für seine gewalttätigen Ausschreitungen bei Wahlen und für seine Bordelle, in denen der Tango seine erotische Note erhielt. Durch das Wachstum der Hauptstadt und den Bau einer Eisenbahnlinie wurde Balvanera Teil von Buenos Aires.
Zwischen 1910 und 1920 war die Gegend um die Avenida Corrientes das Zentrum der jüdischen Gemeinde und Standort der hiesigen Textilindustrie, die wiederum auch arabische und armenische Einwanderer anzog. Seit den 1970er Jahren nehmen Einwanderer aus der Volksrepublik China und Südkorea im Stadtteil zu.
Die Bebauung besteht hauptsächlich aus Mehrfamilienhäusern, die auf kleinen Grundstücken errichtet wurden. Die Bevölkerungsdichte ist sehr hoch und Grünflächen rar. Wie im Rest der Stadt, sind auch in Balvanera die Straßen im Schachbrettmuster angelegt, alle Straßen sind Einbahnstraßen. Die Hauptstraßen sind die Avenidas Rivadavia und Corrientes.
Balvanera ist auch bekannt für seine zahlreichen Möbelgeschäfte entlang der Avenida Belgrano und die Importgeschäfte für elektronische Geräte.

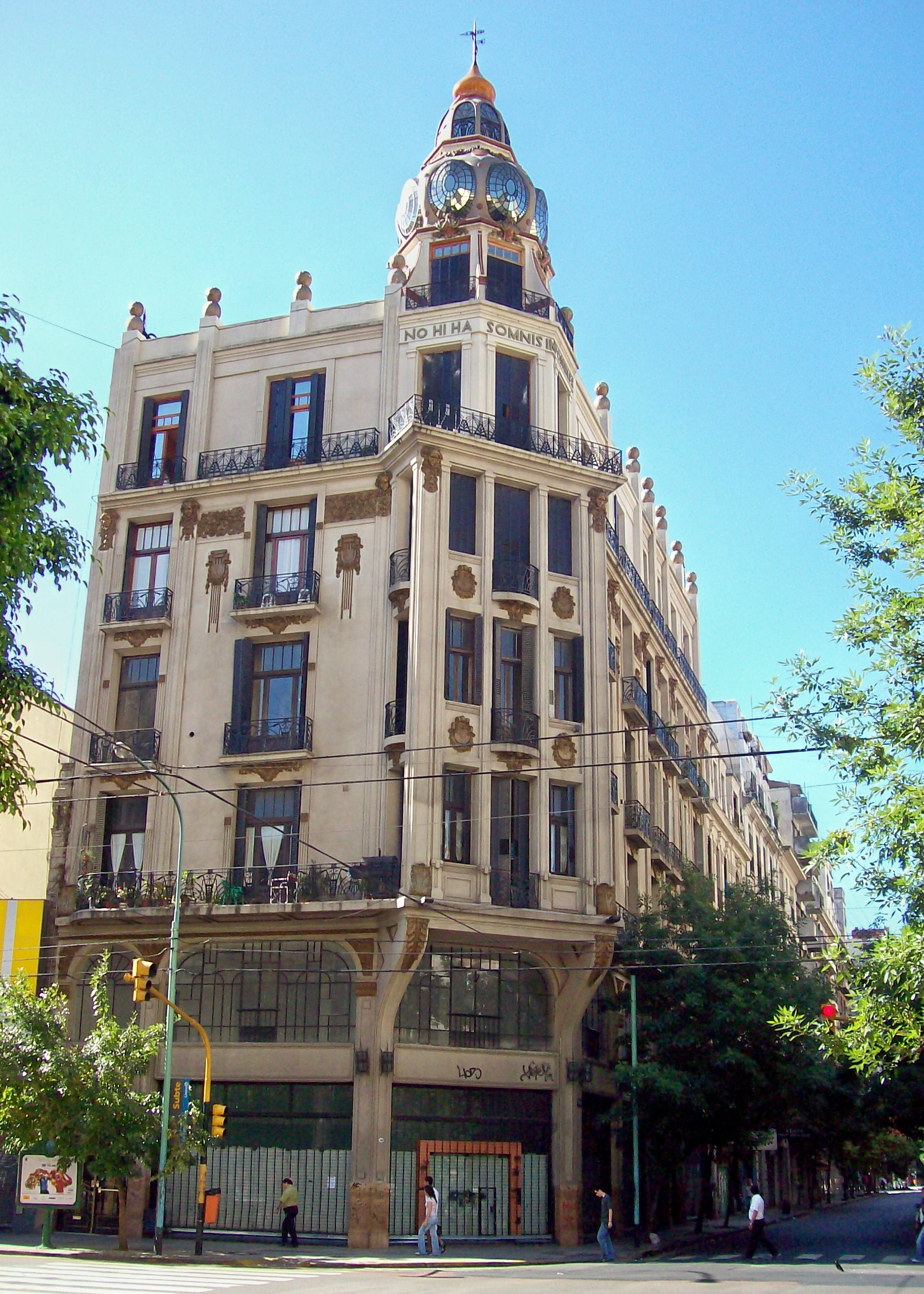
Haus an der Kreuzung Av. Rivadavia und Calle Ayacucho

## Sehenswürdigkeiten
Das Mausoleum des ehemaligen Präsidenten Bernardino Rivadavia steht auf der Plaza Miserere.
Nordöstlich vom Abasto-Markt befindet sich das Museo Casa Carlos Gardel im ehemaligen Wohnhaus des Tangosängers. An der Avenida Córdoba ist der Palacio de las Aguas Corrientes (dt.: Palast des fließenden Wassers) zu sehen, in dem sich auch ein kleines Museum zum Thema Wasser befindet.
Während die Plaza del Congreso sich bereits im benachbarten Stadtteil Montserrat befindet, gehört der namensgebende Kongresspalast selber noch zu Balvanera, da die Avenida Entre Ríos, die die beiden Stadtteile trennt, zwischen dem Kongresspalast und der Plaza verläuft. Nördlich des Kongresspalastes, an der Avenida Callao, ist das denkmalgeschützte Jugendstilgebäude Confitería del Molino zu sehen.
An der durch Balvanera führenden Avenida Belgrano liegt die im byzantinisch-romanischen Stil erbaute Kuppelkirche Basilika St. Rosa von Lima, ein katholisches Nationalheiligtum.
Die Fakultäten für Medizin, Wirtschaft, Pharmazie und Sozialwissenschaften der Universität von Buenos Aires befinden sich im Norden von Balvanera, ebenso die Universitätsklinik und Einrichtungen privater Hochschulen.
An der Kreuzung Rivadavia und Rincón steht das Café Los Angelitos, benannt nach den Engeln an der Hausfassade und Treffpunkt für Dichter und Musiker.
Balvanera ist auch Heimat für diverse Theater, von denen das Liceo und das Centro Cultural Ricardo Rojas zu den bekannteren gehören. Aufgrund der jüdischen Gemeinde im Stadtteil entwickelte sich dort auch eine jiddische Theaterszene.

## Wirtschaft und Verkehr
Balvanera ist ein Zentrum des Einzelhandels mit über 25.000 Geschäften. Im ehemaligen Abasto-Markt hat ein Einkaufszentrum für den gehobenen Bedarf eröffnet, mit Einfluss auf die Nachbarschaft (Gentrifikation).
Von den sechs U-Bahnlinien in Buenos Aires durchqueren fünf Balvanera. Rund um die Plaza Miserere, auch Plaza Once de Septiembre genannt, fahren Langstreckenbusse Ziele im In- und Ausland an. Die Züge des Bahnhofs Once de Septiembre verbinden Buenos Aires mit den westlich gelegenen Vororten.